# Colpodium
Genre
Le genre Colpodium regroupe des espèces d'herbes de la famille des Poaceae.

## Principales espèces
| - Colpodium afghanicum - Colpodium altaicum - Colpodium aquaticum - Colpodium araraticum - Colpodium arundinaceum - Colpodium balansae - Colpodium baltistanicum - Colpodium bulbosum - Colpodium calverti - Colpodium caucasicum - Colpodium chionogeton - Colpodium chrysanthum - Colpodium colchicum - Colpodium compressum - Colpodium drakensbergense - Colpodium elbursense - Colpodium fibrosum - Colpodium filifolium - Colpodium fulvum - Colpodium gillettii - Colpodium hedbergii | - Colpodium hierochloides - Colpodium himalaicum - Colpodium humile - Colpodium ivanoviae - Colpodium junceum - Colpodium lakium - Colpodium lanatiflorum - Colpodium langei - Colpodium latifolium - Colpodium leianthum - Colpodium leucolepis - Colpodium malmgrenii - Colpodium minutum - Colpodium monandrum - Colpodium mucronatum - Colpodium nutans - Colpodium oreades - Colpodium oroatum - Colpodium pamiricum - Colpodium parviflorum - Colpodium pauciflorum | - Colpodium pendulinum - Colpodium planifolium - Colpodium ponticum - Colpodium pusillum - Colpodium schelkownikowii - Colpodium shelkovnikovi - Colpodium steveni - Colpodium subspicatum - Colpodium thomsonii - Colpodium tibeticum - Colpodium tilesii - Colpodium trollii - Colpodium vacillans - Colpodium vahlianum - Colpodium variegatum - Colpodium versicolor - Colpodium villosum - Colpodium violaceum - Colpodium wallichii - Colpodium woronowii - Colpodium wrightii |